# Tunnel ferroviaire de Chantenay
confusion entre plusieurs ouvrages d'art, voir page de discussion de l'article
Le tunnel ferroviaire de Chantenay (nom impropre ne s'appliquant en réalité qu'au plus long des quatre ouvrages d'art concernés) est un ensemble de tunnels ferroviaires et de tranchées couvertes français, long de 3,068 km qui a été creusé entre 1946 et 1955. Il permet le passage souterrain de la voie ferrée traversant le centre-ville de Nantes, en direction de Saint-Nazaire.

## Description
Il s'agit en réalité d'un ensemble de quatre ouvrages ayant chacun une appellation différente. Le plus long d'entre eux le « tunnel de Chantenay » proprement dit mesurant 1 191 m, est séparé des trois autres par la « tranchée ouverte Babonneau ».
L'ensemble de ces ouvrages est précédé à son extrémité Est d'une tranchée non couverte en sortie de la gare de Nantes longue de 532 m. Ensuite, sur un tronçon de 3,068 km séparant la gare de Nantes de celle de Chantenay, il comprend les segments suivants :
- la galerie de la Bourse, tranchée couverte au Nord de l'Hôtel-Dieu et sous le « terre-plein de l'île Gloriette » : 737 m[2] équipée de deux bouches de ventilation : une entre les extrémités orientales de l'allée de l'Île-Gloriette et de la rue Félix-Éboué ; une autre à proximité de la station de tramway de la ligne 1 Médiathèque) ;
- le tunnel de l'Héronnière, sous la rue de l'Héronnière et la rue d'Alger : 512 m[2] ;
- la galerie Saint-Louis, tranchée couverte passant sous la rue de Constantine, la place René-Bouhier et la rue de la Brasserie : 431 m[2] ;
- la tranchée Babonneau, tranchée ouverte, longeant la rue Babonneau : 197 m[1] ;
- le tunnel de Chantenay, entre la rue Babonneau et le Sud-Ouest du parc des Oblates :   1 191 m[2].

## Historique
Après l'arrivée du rail dans la ville en 1851, la voie ferrée traversant le centre de Nantes en direction de Saint-Nazaire est construite en 1857. Partant de la gare de Nantes, alors dénommée « gare d'Orléans », elle emprunte les quais de la ville le long de la Loire jusqu'à la gare de Chantenay - une grande partie du tracé de ce tronçon correspond approximativement à celui actuel de la ligne 1 du tramway), nécessitant l'installation de 23 passages à niveaux. La dangerosité du passage des convois, le bruit et l'encombrement urbain engendré, amènent les autorités de l'époque à envisager le contournement du centre-ville de Nantes à la fin du XIXe siècle.
La décision, prise en 1926, de combler et de dévier une partie du cours de l'Erdre et deux bras de la Loire autour de l'île Feydeau (comblements de Nantes), permet l'élaboration, en 1931, d'un projet d'enfouissement de la voie ferrée. Les crédits sont votés en juin 1934, puis juin 1939, mais la guerre freine les ambitions des autorités et dans un premier temps, on se contente d'un nouveau tracé aérien, au Sud de l'île Feydeau, sur l'ancien bras comblé de l'hôpital, qui est achevé en 1941. À la fin du conflit, le 10 avril 1948, le Ministre des Travaux publics Christian Pineau accepte la poursuite des travaux d'enfouissement qui seront achevés en 1955. Le projet est financé par la SNCF, l’État, le Département et par un emprunt contracté par la Ville et la Chambre de Commerce.
Dans le cadre de la reconstruction après les dommages occasionnés lors de la Seconde Guerre mondiale, les travaux de construction d'une voie ferrée enfouie sont entamés en 1946, notamment dans les zones où les habitations sont détruites - emplacement de l'actuelle médiathèque Jacques-Demy, etc.). Cette partie du tunnel passe rue de l'Héronnière, qui donne son nom à l'ouvrage, le « tunnel de l'Héronnière ». Les travaux sont réalisés entre 1946 et 1950.
Le « tunnel de Chantenay » est percé dans de la roche, dans le sous-sol de l'ancienne commune de Chantenay-sur-Loire, devenue quartier de Nantes, qui a donné son nom à l'ouvrage. Les travaux ont lieu de 1946 à 1950.